# Province ecclésiastique de Rennes

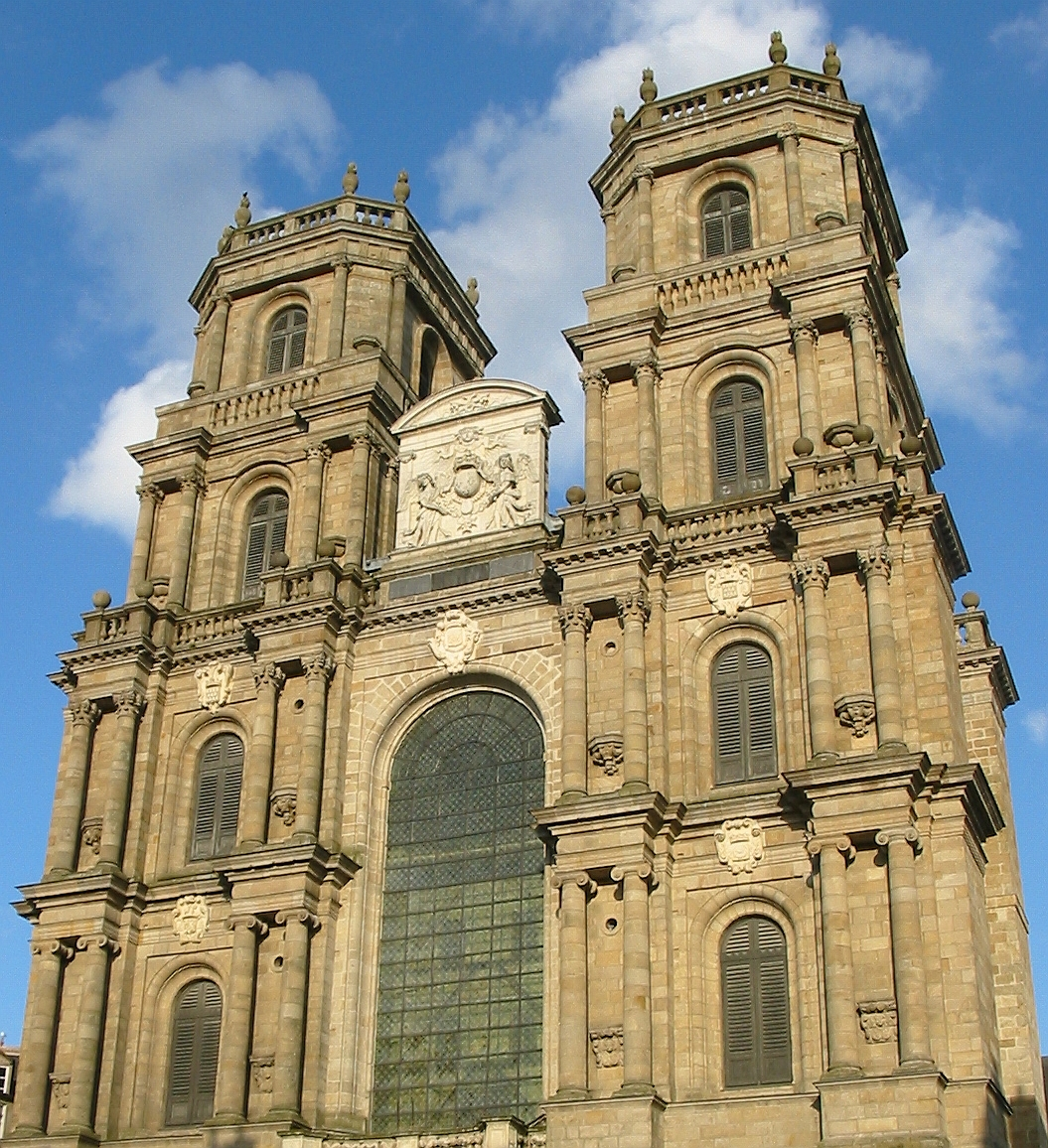
Cathédrale de Rennes.

La province ecclésiastique de Rennes (en latin : Provincia Rhedonensis) est une des quinze provinces ecclésiastiques de l'Église catholique en France. Elle est l'héritière de la province ecclésiastique de Bretagne, dont les évêques de Dol tiraient leur titre de primat de Bretagne. Elle est, depuis 2007, dirigée par Pierre d'Ornellas.
La province ecclésiastique regroupe depuis 2003 les neuf diocèses suivants couvrant l'ensemble des régions administratives Bretagne et Pays de la Loire :
- Archidiocèse de Rennes, Dol et Saint-Malo (archevêché métropolitain)
- Diocèse d'Angers
- Diocèse de Laval
- Diocèse du Mans
- Diocèse de Luçon
- Diocèse de Nantes
- Diocèse de Quimper et Léon
- Diocèse de Saint-Brieuc et Tréguier
- Diocèse de Vannes

## Histoire
La province ecclésiastique de Rennes a été créée en 1859, quand le diocèse de Rennes fut élevé au rang de métropole. Elle comprenait alors les diocèses de Quimper, Rennes, Vannes et Saint-Brieuc, qui relevaient auparavant de la province de Tours.
Une province ecclésiastique indépendante avait pourtant été constituée en Bretagne au IXe siècle, sous le règne du roi Salomon de Bretagne, avec Dol comme métropole, Rennes et Nantes restant cependant rattachés à Tours qui avait été dans l'Antiquité la capitale de la lyonnaise III. En 848,Nominoë, pour assurer son indépendance vis-à-vis de la province ecclésiastique de Tours, confère au diocèse de Dol la primatie sur la province ecclésiastique et à son évêque le rang de primat de Bretagne.
Mais la reconnaissance de Dol comme métropole ecclésiastique de la Bretagne fut toujours contestée par les archevêques de Tours. Rome avait clarifié officiellement la situation en 1076, en accordant le pallium à l'archevêque Éven, mais un siècle plus tard, en 1209, le pape Innocent III trancha finalement en faveur de Tours, en affirmant l'autorité de son archevêque sur les évêques bretons de Dol, Léon, Nantes, Quimper, Rennes, Saint-Brieuc, Saint-Malo, Tréguier et Vannes.